# MAN-Sodomka-Siemens
Trolejbusy MAN–Sodomka–Siemens byly společnou prací firem MAN Norimberk, Sodomka Vysoké Mýto a Siemens Bratislava. Trolejbusy byly určeny pro opětovné zahájení trolejbusové dopravy v Bratislavě v roce 1941.

## Konstrukce
Vozidla měla ocelovou konstrukci s vnitřním dřevěným obložením. Na pravé straně karoserie byly umístěny pouze jedny čtyřdílné skládací dveře pro cestující (ve střední části vozu). Pro řidiče byly určeny manipulační dveře v levé bočnici. Sedačky v interiéru byly umístěny podélně. Trolejbus byl postaven na podvozku firmy MAN (která vůz také kompletovala), karoserie byla vyrobena společností Sodomka a elektrickou stykačovou výzbroj dodal bratislavský závod firmy Siemens. Trolejbus nebyl vybaven stahováky.

## Provoz
V letech 1940 a 1941 bylo vyrobeno celkem 14 vozů.
| Současný stát | Město      | Článek | Typ                 | Roky dodávek | Počet vozů | Evidenční čísla při dodání | Poznámky | Zdroj |
| ------------- | ---------- | ------ | ------------------- | ------------ | ---------- | -------------------------- | -------- | ----- |
| Slovensko     | Bratislava | článek | MAN–Sodomka–Siemens | 1940 – 1941  | 14 kusů    | 61 – 74                    |          |       |

Poslední trolejbusy MAN–Sodomka–Siemens dojezdily v Bratislavě v roce 1961.